# 鲻山遗址
30°02′19.3″N 121°15′38.7″E / 30.038694°N 121.260750°E
鲻山遗址是浙江省余姚市境内的一处新石器时代遗址，位于丈亭镇西岙村境内，面积约5000平方米，考古文化为河姆渡文化，面积、堆积、文化面貌与河姆渡遗址相近。1981年和1996年，考古学家对鲻山遗址进行了两次发掘，发现了之前浙江省内从未大量发现的新石器时代打制石器，出土的陶器证实了河姆渡遗址各文化层的整体性。2013年3月，鲻山遗址被列入全国重点文物保护单位。

## 发掘过程
20世纪70年代河姆渡遗址发现后，浙江省文物考古研究所等机构在宁绍地区及舟山群岛进行专项考古调查，鲻山遗址即在这一过程中被发现。1981年，考古队曾打开一个边长5米的探方，探得遗址包含两层文化层，出土夹炭黑陶、夹砂黑灰陶及斧、锛等石器，器型与河姆渡文化第二、三期相同:34-35。1995年，余姚市文物管理委员会工作人员在调查鲻山遗址分布范围时，发现甬余公路建设过程中挖掘的排水沟中存在陶片，且堆积层厚达1米，确定该区域同为史前人类活动区域。次年9月至12月，浙江省文物考古研究所和厦门大学联合，在公路南侧对遗址展开抢救性发掘。此次发掘面积306平方米，打开探方14个，发现干栏式建筑遗迹、燧石打制石器、陶器、象牙装饰品等遗物，总数近千件。

## 分期与年代
考古发掘发现，鲻山遗址可分为10个地层，其中表层为耕土层，2层仅有局部分布，发现良渚文化小型墓葬，3层至10层为河姆渡文化层。根据地层关系和遗物，鲻山遗址被分为四期。第一期为9至10层，相当于河姆渡遗址4A层，年代使用碳14测定为公元前5560至公元前4600年。此层主要出土文物为陶器，以夹炭陶为主，出现大量燧石打制石器以及干栏式建筑遗存。第二期为8层，相当于河姆渡遗址3C层，年代测定为公元前4500至公元前4340年。与第一期相比，陶器器型相似，夹砂灰陶增加，打制石器数量减少。第三期为6至7层，相当于河姆渡遗址3A层。此时陶器已经以夹砂陶器为主，打制石器已经很少。第四期为3至5层，相当于河姆渡遗址2层。此层出土陶器主要为夹砂灰陶，泥质红陶也占到了相当比例。

## 发掘成果

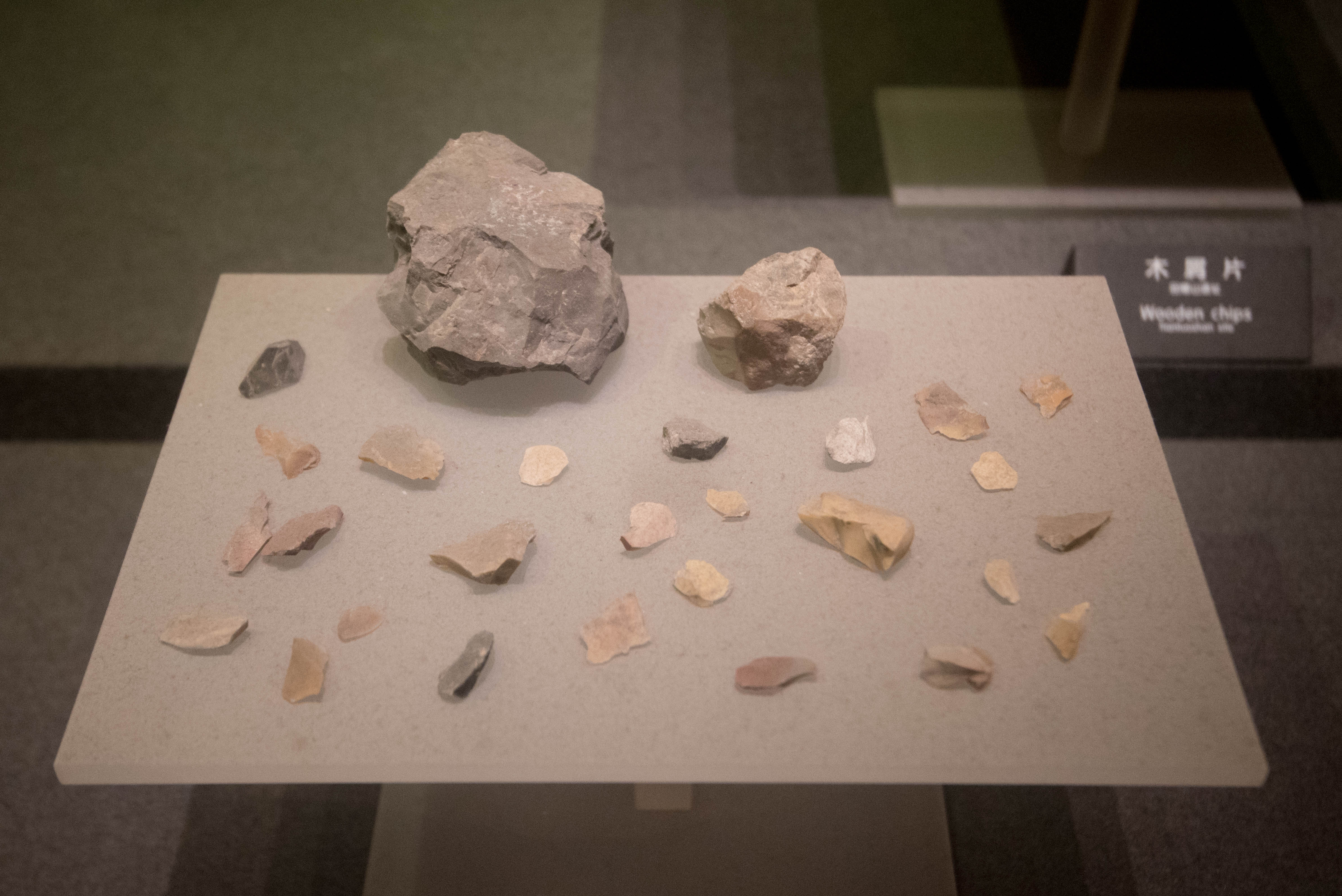
鲻山遗址出土打制石器

### 建筑遗迹
遗址中发现的建筑为干栏式木构建筑遗存，包括柱础坑及桩和撑木等构件。根据叠压打破关系及对建筑技术的分析，遗址所用的建筑特征被分为两期。第一期为直接栽桩，对应第10层堆积，建筑为长排形，其木桩直径20厘米左右，顶部削尖，直接打入软土中。第二期为栽埋柱式，为土中挖坑再将平底柱埋入。其中一种承重柱不设柱础，而是在柱坑一侧设置浅坑，内设撑木。另一种柱相对埋深较浅，下设柱础，为木制或木石混合。

### 陶器
遗址中各分期出土的陶器从早期的夹炭陶逐步过渡到后期的夹砂灰陶和夹砂红陶。出土器型上，以釜的数量最多，罐、盆、盘、鼎等器物的出土数量较多。釜的器型符合河姆渡文化特征，主要有敛口肩脊釜、敞口肩脊釜、敞口弧腹釜等，其中敞口弧腹釜在遗址各期中均存在，部分釜与后期的鼎在器型上存在继承关系，证明河姆渡遗址四个文化层都应当属于河姆渡文化。

### 石器
遗址6至10层出土石制品385件，包含锤、石核、刮削器等打制石器和斧、锛等磨制石器，打制石器数量大于磨制石器。经调查，打制石器所用的燧石来自遗址以北的舒郎岗山，体积大多较小，采用岩石裂隙打制。这批打制石器是浙江地区首次发现确切层位的新石器时代打制石器，其确切用途尚待研究。

### 骨、木器
遗址9层出土木耜一件，有摩擦痕迹，且其宽度等特征与柱坑上的工具痕相符，推测其为挖坑工具，其发现层位证明河姆渡文化一期时已开始使用木耜。发现的一件长条形木器残长1.9米，头部有榫钩，背部圆弧形，尾部上翘，疑为木拖舟，可能是水田中的运输工具。出土三件木筒，由两半拼合而成，内有可活动木塞，河姆渡遗址曾出土类似器物，可能为伴奏乐器。出土象牙鸟形匕一件，侧面形似飞鸟，背部有孔可供悬挂，可能为祭祀用品。出土的其他木器有铲、桨等，骨器有骨耜、骨机刀、骨锥等。

## 保护
鲻山遗址于1981年6月被列入余姚县文物保护单位，1997年8月被列入浙江省文物保护单位，2013年3月被列入第七批全国重点文物保护单位。遗址保护范围西至鲻山西山脚，东至三叉江东200米，南至省道南200米，北至鲻山山脊线，保护范围内禁止建设工程和钻探、挖掘等作业。